# Мансуров, Зия Мансурович
Зия Мансурович Мансуров (17 декабря 1916 — 11 ноября 1965) — советский татарский поэт. Член Союза писателей СССР с 1955 года.

## Биография
Родился в 1916 году в деревне Зитенбеково (ныне — в Дюртюлинском районе Башкирии) в семье бедного крестьянина, был шестым в семье из восьми детей.
В деревне была только четырехлетняя школа и ему приходилось ходить пешком в соседние деревни Чишма, Исмаилово и Гремучий Ключ.
После окончания восьмилетней школы учился в Уфе в культпросветучилище, и в 1937 году был направлен на работу литсотрудником в редакцию районной газеты «Ярыш» («Соревнование»).

### В годы Великой Отечественной войны
В 1939 году призван в ряды Красной Армии. С первых дней Великой Отечественной войны направлен в Сретенское пехотное училище. В годы войны вступил в ряды ВКП(б).
На фронте с начала 1942 года, лейтенант, командир взвода ПТР 2 стрелкового батальона 1235 стрелкового полка 373 стрелковой дивизии. Был дважды ранен.
В ходе Ясско-Кишинёвской операции, когда дивизия вела тяжёлые оборонительные бои:

в бою 21 августа 1944 года юго-восточнее города Яссы (Румыния), тов. Мансуров со своим взводом отразил атаку крупных сил противника, при этом уничтожил 2 танка противника. В этом бою тов. Мансуров уничтожил огневую пулемётную точку противника и взял в плен 11 немцев.— из наградного листа на Орден Отечественной войны II степени
На фронте написаны его первые стихи, позже вошедшие в его первый сборник: «Вера» (из письма матери), «Песня ненависти», «Родная сторона», «Мята».
Кроме немногих фронтовых стихов не оставил никаких воспоминаний и не любил рассказывать о войне. И только сестре — также бывшей на фронте в составе 14-го отдельного женского батальона ПВО, награждённой медалью «За оборону Сталинграда», на вопрос, за что ему дали боевой орден, ответил: «За то, что вывел взвод из окружения», считая, что его награда — за спасение своих однополчан.
Осколок, извлечённый из его груди, хранил долгие годы и только через 10 лет рассказал об этом в стихотворении «Стальной осколок», а неизвестной девушке-санитарке, подарившей ему в госпитале букет полевых цветов, посвятил стихотворение «Подарок»:

Госпиталь на тихом полустанке, надо мной маячит потолок,
Позади окопы, взрывы, танки, гарь и копоть фронтовых дорог.
Я ушел на фронт. Бывал повсюду. Много с той поры умчалось лет…
 Буду умирать — и помнить буду… Этот скромный полевой букет.

### После войны
Демобилизовался весной 1946 года, работал диктором местного радиовещания в городе Дюртюли, а с лета 1948 года — директором районного дома культуры в селе Верхнеяркеево.
В 1949 году переехал в Казань, где устроился редактором отдела литературных передач на республиканское радио.
Поступил на филологический факультет Казанского университета, но из-за подорванного на фронте здоровья ему пришлось оставить учебу.
В 1950 году вышел первый сборник стихов поэта «Язгы ташкыннар» («Весеннее половодье»), и в дальнейшем он активно писал, выпуская книгу за книгой.
В 1953—1955 годах работал литсотрудником сатирического журнала «Чаян».
В 1955 году был принят в члены Союза писателей СССР и с 1956 года полностью перешёл на профессиональную писательскую работу.
В 1960 году в Москве в издательстве «Советский писатель» вышла первая книга стихов поэта на русском языке — в авторизованном переводе Романа Сефа.
Умер 11 ноября 1965 года в возрасте 48 лет в больнице из-за бронхита — последствия выхода из окружения в войну, когда пришлось долго идти в ледяной воде.

## Творчество
Всего издано более полутора десятков сборников стихов поэта, пользовавшихся большой популярностью, два из которых — на русском языке.
Первый стихотворный сборник «Весеннее половодье» («Язгы ташкыннар», 1950) увидел в свет в 1950 году, затем последовали книги стихов «Стремление» (1951), «Казанская песня» («Казан җыры», 1953), «Весенний дождь» («Ләйсән», 1954), «Мысли» («Уйланулар», 1957), «В эту минуту» (сборник переводов на русский язык, 1960), «Белые розы» («Ак розалар», 1963) и другие. Сборник стихов «Этапы» вышел в 1966 году уже после смерти поэта.
Много писал для детей, были популярны его поэмы-сказки, например, изданная в 1986 году отдельной книгой с рисунками художника Григория Эйдинова сказка «Плакса-заяц».
В сатирическом журнале публиковал стихотворения, с явной саркастической интонацией, «Самокритика», «Ворота», «Бюрократы», басня «Слон-редактор» и другие.
Переводил на татарский язык произведения русских поэтов Владимира Маяковского, Сергея Михалкова, Алексея Кольцова.

Стихи Зии Мансура проникнуты любовью к труженикам, людям родной земли. В их буднях поэт умеет видеть красоту жизни советского общества, романтику созидания.— Краткая литературная энциклопедия